# Pilă de combustie cu alimentare directă cu metanol

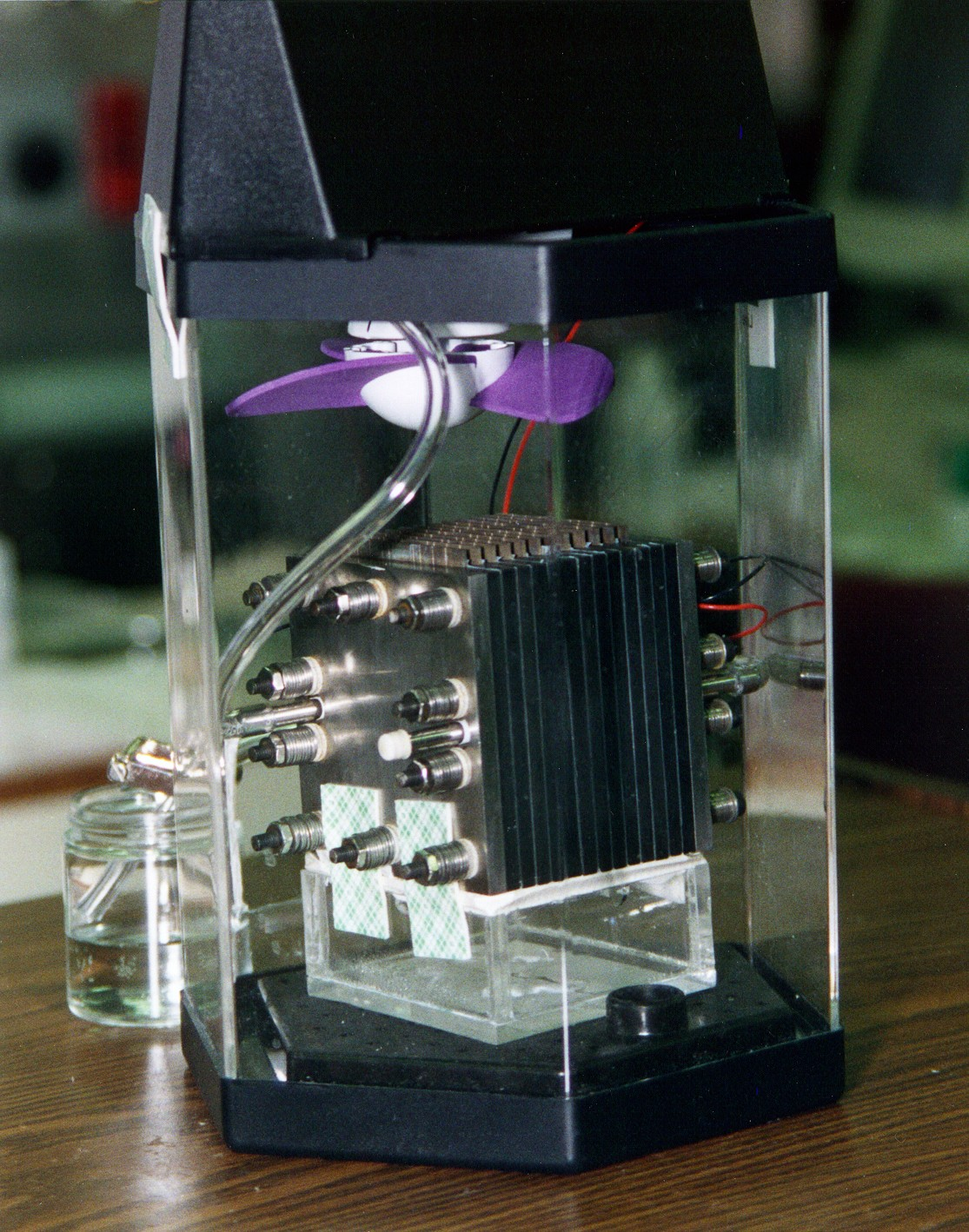
Pilă de combustie cu alimentare directă cu metanol

O pilă de combustie cu alimentare directă cu metanol (în engleză direct-methanol fuel cell – DMFC) este o subcategorie a pilelor de combustie cu membrană schimbătoare de protoni care folosesc metanolul drept combustibil. Principalul lor avantaj este transportul ușor al metanolului, un lichid cu densitate energetică mare, dar destul de stabil în toate condițiile de mediu.
În timp ce randamentul termodinamic teoretic de conversie a energiei într-o DMFC este de 97 %, în prezent randamentul realizabil de conversie a energiei de către pilele operaționale ajunge la doar 30 %.  – 40 %. Se fac cercetări intense în direcțiile promițătoare pentru creșterea randamentului acestora.
O versiune cu randament sporit a unei pile de combustie cu alimentare directă ar juca un rol cheie în utilizarea teoretică a metanolului ca mediu de transport al energiei, în ipoteza unei economii bazate pe metanol.
Singurele emisii ale aceste tipuri de pile de combustie sunt dioxidul de carbon și apa.

## Pila de tip DMFC
Spre deosebire de pilele de combustie cu alimentare indirectă cu metanol, în care din metanol se extrage în prealabil hidrogenul prin reacția de reformare cu abur, DMFC utilizează o soluție de metanol (de obicei în jur de 1 M, adică aproximativ 3 % în masă ) pentru a transporta reactantul în pilă; temperaturile obișnuite de funcționare sunt în intervalul 50–120 °C, unde la temperaturile ridicate de obicei se folosesc și presiuni mai mari. Deși pilele de tip DMFC au randamente mai bune la temperaturi și presiuni ridicate, aceste condiții ajung să provoace atât de multe pierderi în restul sistemului că avantajul se pierde. Ca urmare, în prezent sunt preferate configurațiile la presiune atmosferică.
Deoarece o parte din metanol travesează membrana fără a reacționa, metanolul este alimentat sub formă de soluție slabă: aceasta scade semnificativ randamentul, deoarece metanolul care a traversat membrana, după ce ajunge pe partea de aer (la catod), reacționează imediat cu aerul. Deși cinetica exactă este dezbătută, rezultatul este o reducere a tensiunii celulei.
Traversarea membranei rămâne un factor major privind scăderea randamentului și adesea jumătate din metanol este pierdut din cauza acestei traversări. Traversarea metanolului și/sau efectele acestuia pot fi atenuate prin:
- dezvoltarea de membrane alternative;[7][8]
- îmbunătățirea procesului de electrooxidare în stratul de catalizator și îmbunătățirea structurii straturilor de catalizator și difuzie a gazului;[9]
- optimizarea designului curgerilor și ansamblului de membrane și electrozi (în engleză membrane electrode assembly – MEA) care se poate obține studiind densitatea de curent.[10]

Alte probleme sunt gestionarea dioxidului de carbon creat la anod, dinamica lentă și capacitatea de a reține apa din soluție.

## Aplicații
DMFC-urile actuale sunt limitate în ceea ce privește puterea pe care o pot produce, dar pot stoca multă energie într-un spațiu mic. Aceasta înseamnă că pot asigura o putere mică, dar pe o perioadă lungă de timp. Acest lucru le face nepotrivite pentru alimentarea vehiculelor mari (cel puțin direct), dar ideale pentru vehicule mai mici, cum ar fi motostivuitoare și tractoare, sau echipamente mici, ca telefoane mobile, aparate fotografice digitale sau laptopuri. Aplicațiile militare ale DMFC sunt în curs de dezvoltare, deoarece au zgomot și semnături termice reduse și nu au emisii toxice. Aceste aplicații cuprind alimentarea echipamentelor tactice portabile, încărcătoare de baterii și putere autonomă pentru instrumente de testare și antrenament. Unitățile sunt disponibile cu puteri între 25 W și 5 kW, cu durate de până la 100 de ore între realimentări. În special pentru puteri de până la 0,3 kW, DMFC sunt potrivite. Pentru o putere de ieșire mai mare de 0,3 kW, pilele de combustie cu alimentare indirectă cu metanol au un randament mai mare și sunt mai rentabile.
Înghețarea la temperaturi ambiante scăzute a amestecului metanol-apă în celule poate fi problematică pentru membrana DMFC (spre deosebire de pilele cu alimentare indirectă cu metanol).

## Avantaje și probleme ale metanolului
La presiunea atmosferică metanolul este un lichid între −97,6 – 64,7 °C. Densitatea volumică de energie a metanolului este cu un ordin de mărime mai mare chiar și decât a hidrogenului puternic comprimat, de aproximativ două ori mai mare decât a hidrogenul lichid și de 2,6 ori mai mare decât a bateriilor litiu-ion. Densitatea masică de energie este o zecime din cea a hidrogenului, dar de 10 ori mai mare decât cea a bateriilor litiu-ion.
Metanolul este toxic și foarte inflamabil.

## Reacții
DMFC se bazează pe reacțiile redox ale metanolului pe un strat catalizator pentru a forma dioxid de carbon. Apa este consumată la anod și produsă la catod. Protonii (H+) sunt transportați prin membrana schimbătoare de protoni – adesea făcută din Nafion – la catod unde reacționează cu oxigenul pentru a produce apă. Electronii sunt transportați printr-un circuit extern de la anod la catod, alimentând cu curent electric dispozitivele conectate.
Reacțiile parțiale sunt:

- la anod:

{\displaystyle \mathrm {CH_{3}OH+H_{2}O\to 6\ H^{+}+6\ e^{-}+CO_{2}} }   (oxidare)
- la catod:

{\displaystyle \mathrm {{\frac {3}{2}}O_{2}+6\ H^{+}+6\ e^{-}\to 3\ H_{2}O} }   (reducere)
- global:

{\displaystyle \mathrm {CH_{3}OH+{\frac {3}{2}}O_{2}\to 2\ H_{2}O+CO_{2}} }   (reacție redox).
Metanolul și apa sunt adsorbite pe un catalizator format de obicei din particule de platină și ruteniu și pierd protoni până când se formează dioxidul de carbon. Deoarece în reacție apa este consumată la anod, metanolul pur nu poate fi utilizat fără furnizare de apă, fie prin transport pasiv, cum ar fi difuziunea inversă (osmoza), fie prin transport activ cum ar fi pomparea. Nevoia de apă limitează densitatea energetică a combustibilului.
Platina este folosită drept catalizator la ambele reacții parțiale. Acest lucru contribuie la pierderea potențialului de tensiune al celulei, deoarece orice metanol care este prezent în camera catodică se va oxida. Dacă ar putea fi găsit un alt catalizator pentru reducerea oxigenului, problema traversării metanolului ar fi probabil redusă semnificativ. În plus, platina este foarte scumpă și contribuie la costul ridicat pe kilowatt al acestor pile.
În timpul reacției de oxidare a metanolului se formează monoxid de carbon (CO), care se adsoarbe puternic pe catalizatorul de platină, reducând numărul de locuri de reacție disponibile și astfel performanța celulei. Adăugarea altor metale, cum ar fi ruteniul sau aurul, la catalizatorul de platină tinde să amelioreze această problemă. În cazul catalizatorilor de platină-ruteniu, se crede că natura oxofilă a ruteniului promovează formarea de radicalilor de hidroxil pe suprafața sa, care pot reacționa apoi cu monoxidul de carbon adsorbit pe atomii de platină. Apa din pila de combustie este oxidată la un radical hidroxil prin următoarea reacție: H2O → OH• + H+ + e− . Radicalul hidroxil oxidează apoi monoxidul de carbon pentru a produce dioxid de carbon, care este eliberat de la suprafață sub formă de gaz: CO + OH• → CO2 + H+  + e−.
Folosind aceste grupări OH în semireacții, ele sunt exprimate ca:

- la anod:

{\displaystyle \mathrm {CH_{3}OH+6\ OH^{-}\to 5\ H_{2}O+6\ e^{-}+CO_{2}} }   (oxidare)
- la catod:

{\displaystyle \mathrm {{\frac {3}{2}}O_{2}+3\ H_{2}O+6\ e^{-}\to 6\ OH^{-}} }   (reducere)
- global:

{\displaystyle \mathrm {CH_{3}OH+{\frac {3}{2}}O_{2}\to 2\ H_{2}O+CO_{2}} }   (reacție redox)

### Fluxul de traversare
Metanolul din partea anodică se află de obicei într-o soluție slabă (de la 1 M la 3 M), deoarece metanolul în concentrații mari are tendința de a difuza prin membrană către catod, unde concentrația sa este prctic nulă deoarece este consumat rapid de oxigen. Concentrațiile scăzute ajută la reducerea traversării membranei, dar limitează și curentul maxim posibil.
Realizarea practică este de obicei o buclă de soluție, care intră în anod, iese, este realimentată cu metanol și revine din nou la anod. Alternativ, pilele de combustie cu structuri optimizate pot fi alimentate direct cu soluții de metanol cu concentrație mare sau chiar metanol pur.

### Antrenarea apei
Apa din bucla anodică se pierde atât din cauza reacției anodice, cât mai ales din cauza antrenării sale: fiecare proton format la anod antrenează un număr de molecule de apă către catod. În funcție de temperatură și tipul membranei, acest număr poate fi între 2 și 6.

## Echipamente auxiliare
O pilă de tip DMFC face parte dintr-un sistem care conține toate echipamentele auxiliare care permit funcționarea acesteia. În comparație cu majoritatea celorlalte tipuri de pile de combustibil, sistemul auxiliar al DMFC este relativ complex. Principalele motive pentru complexitatea sa sunt:
- furnizarea de apă separat, dar împreună cu metanolul, ar face alimentarea cu combustibil greoaie, astfel încât apa trebuie reciclată într-o buclă;
- CO2 trebuie eliminat din fluxul de soluție care iese din pila de combustie;
- apa din bucla anodica este consumata încet prin reacție și antrenare; pentru a menține funcționarea constantă este necesar să se recupereze apa din partea catodică.